# The Voice of Germany/Staffel 13
Die dreizehnte Staffel der Gesangs-Castingshow The Voice of Germany wurde vom 21. September bis 8. Dezember 2023 im Fernsehen ausgestrahlt. Sie wurde wiederum von Thore Schölermann und Melissa Khalaj moderiert. Die Jury bestand aus Giovanni Zarrella, Shirin David, Ronan Keating sowie dem Duo Bill Kaulitz und Tom Kaulitz. Den Wettbewerb gewann Malou Lovis Kreyelkamp aus der Coachinggruppe von Bill und Tom Kaulitz.

## Erste Phase: Die Blind Auditions
Die Castings zur dreizehnten Staffel fanden im Frühling 2023 statt, werden aber nicht im Fernsehen gezeigt. Die Blind Auditions wurden vom 6. bis 11. Juni 2023 erneut im Studio Adlershof in Berlin aufgezeichnet und wurden vom 21. September bis 20. Oktober 2023 in zehn Fernsehsendungen ausgestrahlt. Die Folgen 2 bis 16 wurden bereits vor der Fernsehausstrahlung beim kostenpflichtigen Subscription-Video-on-Demand-Angebot des Streamingdienst-Anbieters Joyn Plus+ veröffentlicht.
Ein neues Regelelement war der „Block“, den es zuvor in mehreren internationalen Versionen, zuerst im Frühling 2018 in der 14. Staffel von The Voice USA gegeben hatte: Jeder Coach konnte dreimal, wenn er seinen Knopf für einen Kandidaten drückte, einen der anderen Coaches blockieren, solange dieser seinen Knopf noch nicht gedrückt hatte. Tat er dies, durfte der betreffende Kandidat den blockierten Coach nicht auswählen; drückte der blockierte Coach seinen Knopf nicht, zählte der „Block“ als nicht verbraucht. Pro Kandidat war nur ein „Block“ möglich, nämlich der zuerst eingesetzte. Alle seine drei „Blocks“ verbraucht hatte Ronan Keating nach vier Folgen, Giovanni Zarrella nach fünf Folgen, Shirin David nach acht Folgen und Bill und Tom Kaulitz nach neun Folgen. Ronan Keating wurde sechsmal erfolgreich blockiert, Shirin David viermal und Giovanni Zarrella zweimal.
23 Kandidaten erhielten alle vier Jurystimmen. Von diesen entschieden sich neun für Shirin David, sieben für Bill und Tom Kaulitz, vier für Giovanni Zarrella und drei für Ronan Keating als Coach. In die nächste Phase kamen 71 Kandidaten, davon 68 Einzelpersonen, zwei Duos und ein Trio.
Während der Blind Auditions trugen Giovanni Zarrella und Ronan Keating im Duett den Song If Tomorrow Never Comes von Garth Brooks vor.
In Folge 2 zerstörte Niclas Scholz mit seinem Gesangsvortrag Ace of Spades von Motörhead die Tonanlage des Studios, so dass die Mikrofone der Coaches keinen Ton mehr aufnehmen konnten. Daraufhin improvisierten diese mit einem Megafon, um Feedback zu geben.
Farblegende
| Folge  | Die Coaches und ihre Kandidaten                          | Die Coaches und ihre Kandidaten               | Die Coaches und ihre Kandidaten                | Die Coaches und ihre Kandidaten                         |
| Folge  | Giovanni Zarrella                                        | Bill Kaulitz und Tom Kaulitz                  | Shirin David                                   | Ronan Keating                                           |
| ------ | -------------------------------------------------------- | --------------------------------------------- | ---------------------------------------------- | ------------------------------------------------------- |
| 01     | Carlotta Bach Sorlo Hoffmann                             | Max Schrut                                    | Danilo Timm 1 Luca Grace Kampmann Yang Ge      | Felix Brückner und Kai Nötting                          |
| 02     | Laszlo, Germán und Val                                   | Marc Altergott Niclas Scholz                  | Kim Schutzius Fritz Speck 2                    | Priti Pawar 3 Theresa Steininger                        |
| 03     | Kevin Smith Elias Biechele 2 Patrik Schmitt              | Joel Marques Cunha 4                          | Lorenz Haase Richard Vaupel 4                  | Anne Mosters                                            |
| 04     | Laura Schopf Thomas Schmidbauer Desirey Sarpong Agyemang | Alina Zamalieva                               | Linus Nehrig 5 Chayane Coetzee 6               | Egon Herrnleben Lisa Christ                             |
| 05     | Charles Johnson Johann Bardowicks                        | Sebastian Zierof Cemre Polat                  | Joy Esquivias                                  | Emely Myles Susan Albers 7                              |
| 06     | Julia Szatmári                                           | Malou Lovis Kreyelkamp 8 Cäcilia Kubi         | Kevin Derbas Rouven Gruber                     | Valentina Franco Jaqueline Bloem                        |
| 07     | Lizi Gozalishvili                                        | Sina Lecking Tatjana Falkner 9 Angela Peltner | Justyna Chaberek                               | Simon Schmerbeck Vikrant Subramanian Alex Seeger        |
| 08     | Marius Hof Dan Mudd                                      | Naomi Mbiyeya Philip Hoffmann 4 Kristin Witte | Finja Bernau                                   | Katharina Bongard und Arestak Babakyan                  |
| 09     | Anna Vichery Lauren Mace                                 | Felix Deeg Luna Cavari                        |                                                | Annemarie Schmidt Anna Ebner Oskar Jelitto Kimmy June 9 |
| 10     | Nicole Scholz                                            | Franziska Bittner                             | Rudy Chopper Süleyman Atar Moritz Steckenstein |                                                         |
| Gesamt | 18                                                       | 18                                            | 17                                             | 18                                                      |

## Zweite Phase: Die Battles
Die Battles wurden vom 7. bis 9. Juli 2023 in Berlin aufgezeichnet und vom 20. Oktober bis 3. November 2023 in fünf Fernsehsendungen ausgestrahlt.
In der 17 Kandidaten umfassenden Gruppe von Shirin David fanden sieben Eins-gegen-Eins-Duelle und ein Dreier-Battle statt. In den anderen drei Gruppen trugen die 18 Kandidaten jeweils neun Eins-gegen-Eins-Duelle aus. Jeder Coach konnte beliebig viele Kandidaten jedes Battles in die nächste Phase wählen; doch jede Coachinggruppe musste nach der Battles-Phase aus neun Teilnehmern bestehen.
| Folge | Coach                | Battle | Weitergewählte Kandidaten | Weitergewählte Kandidaten | Song                                                                 | Unterlegene Kandidaten                 | Unterlegene Kandidaten         |
| ----- | -------------------- | ------ | ------------------------- | ------------------------- | -------------------------------------------------------------------- | -------------------------------------- | ------------------------------ |
| 10    | Shirin David         | 1      | Kim Schutzius             | Kim Schutzius             | No Air von Jordin Sparks und Chris Brown                             | Justyna Chaberek                       | Kevin Derbas                   |
| 10    | Giovanni Zarrella    | 2      | Lizi Gozalishvili         | Lizi Gozalishvili         | Prisoner von Miley Cyrus featuring Dua Lipa                          | Nicole Scholz                          | Nicole Scholz                  |
| 10    | Bill und Tom Kaulitz | 3      | Joel Marques Cunha        | Marc Altergott            | Impossible von Shontelle                                             | —                                      | —                              |
| 11    | Ronan Keating        | 4      | Anne Mosters              | Anne Mosters              | Hold Me Like You Used To von Zoe Wees                                | Valentina Franco                       | Valentina Franco               |
| 11    | Bill und Tom Kaulitz | 5      | Sebastian Zierof          | Sebastian Zierof          | Because the Night von Patti Smith                                    | Cäcilia Kubi                           | Cäcilia Kubi                   |
| 11    | Shirin David         | 6      | Lorenz Haase              | Finja Bernau              | Nein! von Sido featuring Doreen Steinert                             | —                                      | —                              |
| 11    | Giovanni Zarrella    | 7      | Dan Mudd                  | Dan Mudd                  | Senza una donna (Without a Woman) von Zucchero featuring Paul Young  | Charles Johnson                        | Charles Johnson                |
| 11    | Ronan Keating        | 8      | —                         | —                         | If the World Was Ending von JP Saxe featuring Julia Michaels         | Lisa Christ                            | Oskar Jelitto                  |
| 11    | Giovanni Zarrella    | 9      | Laura Schopf              | Laura Schopf              | The Joker and the Queen von Ed Sheeran featuring Taylor Swift        | Thomas Schmidbauer                     | Thomas Schmidbauer             |
| 11    | Ronan Keating        | 10     | Jaqueline Bloem           | Jaqueline Bloem           | Lady Marmalade von Labelle                                           | Theresa Steininger                     | Theresa Steininger             |
| 11    | Bill und Tom Kaulitz | 11     | Alina Zamalieva           | Niclas Scholz             | The Phantom of the Opera von Sarah Brightman und Steve Harley        | —                                      | —                              |
| 12    | Giovanni Zarrella    | 12     | Elias Biechele            | Johann Bardowicks         | A Million Dreams von Ziv Zaifman, Hugh Jackman und Michelle Williams | —                                      | —                              |
| 12    | Shirin David         | 13     | Joy Esquivias             | Linus Nehrig              | Best Part of Me von Ed Sheeran featuring Yebba                       | —                                      | —                              |
| 12    | Bill und Tom Kaulitz | 14     | —                         | —                         | Für mich soll’s rote Rosen regnen von Hildegard Knef                 | Angela Peltner                         | Franziska Bittner              |
| 12    | Giovanni Zarrella    | 15     | Sorlo Hoffmann            | Sorlo Hoffmann            | Ein Lied kann eine Brücke sein von Joy Fleming                       | Kevin Smith                            | Kevin Smith                    |
| 12    | Ronan Keating        | 16     | Simon Schmerbeck          | Simon Schmerbeck          | Rule the World von Take That                                         | Vikrant Subramanian                    | Vikrant Subramanian            |
| 12    | Shirin David         | 17     | Richard Vaupel            | Richard Vaupel            | I’m Not the Only One von Sam Smith                                   | Luca Grace Kampmann                    | Luca Grace Kampmann            |
| 12    | Ronan Keating        | 18     | —                         | —                         | One von U2                                                           | Katharina Bongard und Arestak Babakyan | Priti Pawar                    |
| 12    | Bill und Tom Kaulitz | 19     | Malou Lovis Kreyelkamp    | Malou Lovis Kreyelkamp    | Everytime von Britney Spears                                         | Luna Cavari                            | Luna Cavari                    |
| 13    | Shirin David         | 20     | Fritz Speck               | Fritz Speck               | Komet von Udo Lindenberg und Apache 207                              | Rouven Gruber                          | Rouven Gruber                  |
| 13    | Ronan Keating        | 21     | Kimmy June                | Kimmy June                | I Don’t Wanna Fight von Tina Turner                                  | Annemarie Schmidt                      | Annemarie Schmidt              |
| 13    | Shirin David         | 22     | —                         | —                         | Africa von Toto                                                      | Chayane Coetzee                        | Süleyman Atar                  |
| 13    | Bill und Tom Kaulitz | 23     | Naomi Mbiyeya             | Naomi Mbiyeya             | Weinst du von Echt                                                   | Max Schrut                             | Max Schrut                     |
| 13    | Ronan Keating        | 24     | Emely Myles               | Emely Myles               | Cake By The Ocean von DNCE                                           | Felix Brückner und Kai Nötting         | Felix Brückner und Kai Nötting |
| 13    | Bill und Tom Kaulitz | 25     | —                         | —                         | Fast Car von Tracy Chapman                                           | Sina Lecking                           | Felix Deeg                     |
| 13    | Ronan Keating        | 26     | Alex Seeger               | Anna Ebner                | 99 Luftballons von Nena                                              | —                                      | —                              |
| 13    | Giovanni Zarrella    | 27     | —                         | —                         | Zusammen von Die Fantastischen Vier featuring Clueso                 | Marius Hof                             | Patrik Schmitt                 |
| 14    | Shirin David         | 28     | Danilo Timm               | Danilo Timm               | Take On Me von a-ha                                                  | Moritz Steckenstein                    | Moritz Steckenstein            |
| 14    | Giovanni Zarrella    | 29     | —                         | —                         | Why von Annie Lennox                                                 | Lauren Mace                            | Julia Szatmári                 |
| 14    | Bill und Tom Kaulitz | 30     | Philip Hoffmann           | Philip Hoffmann           | Broken Strings von James Morrison featuring Nelly Furtado            | Cemre Polat                            | Cemre Polat                    |
| 14    | Giovanni Zarrella    | 31     | Desirey Sarpong Agyemang  | Carlotta Bach             | Firework von Katy Perry                                              | —                                      | —                              |
| 14    | Ronan Keating        | 32     | Susan Albers              | Egon Herrnleben           | Bring Me to Life von Evanescence featuring Paul McCoy                | —                                      | —                              |
| 14    | Bill und Tom Kaulitz | 33     | Tatjana Falkner           | Tatjana Falkner           | Crush von Jennifer Paige                                             | Kristin Witte                          | Kristin Witte                  |
| 14    | Shirin David         | 34     | Yang Ge                   | Yang Ge                   | Rich Girl von Gwen Stefani featuring Eve                             | Rudy Chopper                           | Rudy Chopper                   |
| 14    | Giovanni Zarrella    | 35     | Laszlo, Germán und Val    | Laszlo, Germán und Val    | Time to Say Goodbye von Andrea Bocelli featuring Sarah Brightman     | Anna Vichery                           | Anna Vichery                   |

| Die Coaches und ihre Kandidaten nach den Battles | Die Coaches und ihre Kandidaten nach den Battles | Die Coaches und ihre Kandidaten nach den Battles                                                                  | Die Coaches und ihre Kandidaten nach den Battles                                                                         |
| Giovanni Zarrella | Bill Kaulitz und Tom Kaulitz | Shirin David | Ronan Keating |
| --- | --- | --- | --- |
| Lizi Gozalishvili Dan Mudd Laura Schopf Elias Biechele Johann Bardowicks Sorlo Hoffmann Desirey Sarpong Agyemang Carlotta Bach Laszlo, Germán und Val | Joel Marques Cunha Marc Altergott Sebastian Zierof Alina Zamalieva Niclas Scholz Malou Lovis Kreyelkamp Naomi Mbiyeya Philip Hoffmann Tatjana Falkner | Kim Schutzius Lorenz Haase Finja Bernau Joy Esquivias Linus Nehrig Richard Vaupel Fritz Speck Danilo Timm Yang Ge | Anne Mosters Jaqueline Bloem Simon Schmerbeck Kimmy June Emely Myles Alex Seeger Anna Ebner Susan Albers Egon Herrnleben |
| 9 | 9 | 9 | 9 |

## Dritte Phase: Die Teamfights
Die erstmals „Teamfights“ genannte dritte Phase wurde vom 23. bis 24. Juli 2023 in Berlin aufgezeichnet. Ronan Keating hatte wenige Tage zuvor am Begräbnis seines älteren Bruders teilgenommen.
In dieser Phase wurde ein neuer Modus eingeführt: In jedem von drei Durchgängen traten zwölf Kandidaten auf. Zunächst sang je ein Teilnehmer pro Coachinggruppe und nahm auf einem von vier „Hotseat“ genannten Stühlen Platz. Der fünfte Teilnehmer forderte einen dieser vier heraus; nach seinem Auftritt entschied das Saalpublikum, welcher der beiden auf den „Hotseat“ durfte. Dieses Vorgehen wurde vom sechsten bis zum zwölften Kandidaten wiederholt. Die vier Teilnehmer, die am Schluss des Durchgangs auf den vier „Hotseats“ saßen, kamen ins Halbfinale. Damit zogen aus den drei Durchgängen zwölf Kandidaten ins Halbfinale ein.
Die Teamfights-Phase wurde vom 10. November bis 24. November 2023 in drei Fernsehsendungen ausgestrahlt.
Farblegende
| Folge | Coach                | Auftritt | Kandidat                 | Song                                          | Hotseat Nr. |
| ----- | -------------------- | -------- | ------------------------ | --------------------------------------------- | ----------- |
| 15    | Shirin David         | 1        | Yang Ge                  | Poker Face von Lady Gaga                      | 1           |
| 15    | Giovanni Zarrella    | 2        | Carlotta Bach            | You Raise Me Up von Secret Garden             | 2           |
| 15    | Ronan Keating        | 3        | Jaqueline Bloem          | Not Fair von Lily Allen                       | 3           |
| 15    | Bill und Tom Kaulitz | 4        | Alina Zamalieva          | Adagio g-Moll von Remo Giazotto               | 4           |
| 15    | Shirin David         | 5        | Joy Esquivias            | Chandelier von Sia                            | 3           |
| 15    | Giovanni Zarrella    | 6        | Dan Mudd                 | Someone You Loved von Lewis Capaldi           | 1           |
| 15    | Ronan Keating        | 7        | Simon Schmerbeck         | Falling von Harry Styles                      | 2           |
| 15    | Bill und Tom Kaulitz | 8        | Philip Hoffmann          | Tattoo von Loreen                             | 3           |
| 15    | Shirin David         | 9        | Linus Nehrig             | Can I Be Him von James Arthur                 | 1           |
| 15    | Giovanni Zarrella    | 10       | Desirey Sarpong Agyemang | Flashlight von Jessie J                       | 4           |
| 15    | Ronan Keating        | 11       | Egon Herrnleben          | Livin’ on a Prayer von Bon Jovi               | 1           |
| 15    | Bill und Tom Kaulitz | 12       | Joel Marques Cunha       | Leave a Light On von Tom Walker               | 2           |
| 16    | Bill und Tom Kaulitz | 13       | Sebastian Zierof         | Music von John Miles                          | 1           |
| 16    | Ronan Keating        | 14       | Emely Myles              | Respect von Otis Redding                      | 2           |
| 16    | Giovanni Zarrella    | 15       | Laura Schopf             | Lost Without You von Freya Ridings            | 3           |
| 16    | Shirin David         | 16       | Fritz Speck              | Meine Soldaten von Maxim                      | 4           |
| 16    | Bill und Tom Kaulitz | 17       | Naomi Mbiyeya            | Spring nicht von Tokio Hotel                  | 3           |
| 16    | Ronan Keating        | 18       | Alex Seeger              | All I Want von Kodaline                       | 1           |
| 16    | Giovanni Zarrella    | 19       | Elias Biechele           | Say Something von A Great Big World           | 4           |
| 16    | Shirin David         | 20       | Richard Vaupel           | Jealous von Labrinth                          | 1           |
| 16    | Bill und Tom Kaulitz | 21       | Marc Altergott           | If I Ain’t Got You von Alicia Keys            | 1           |
| 16    | Ronan Keating        | 22       | Anne Mosters             | Reflection von Lea Salonga                    | 1           |
| 16    | Giovanni Zarrella    | 23       | Laszlo, Germán und Val   | The Prayer von Céline Dion und Andrea Bocelli | 3           |
| 16    | Shirin David         | 24       | Kim Schutzius            | Easy on Me von Adele                          | 4           |
| 17    | Shirin David         | 25       | Danilo Timm              | Ocean Eyes von Billie Eilish                  | 1           |
| 17    | Bill und Tom Kaulitz | 26       | Tatjana Falkner          | My Happy Ending von Avril Lavigne             | 2           |
| 17    | Giovanni Zarrella    | 27       | Lizi Gozalishvili        | Since U Been Gone von Kelly Clarkson          | 3           |
| 17    | Ronan Keating        | 28       | Kimmy June               | Girl Crush von Little Big Town                | 4           |
| 17    | Shirin David         | 29       | Lorenz Haase             | Paradise (mit dir) von Liaze                  | 2           |
| 17    | Bill und Tom Kaulitz | 30       | Malou Lovis Kreyelkamp   | Don’t Watch Me Cry von Jorja Smith            | 3           |
| 17    | Giovanni Zarrella    | 31       | Johann Bardowicks        | Fix You von Coldplay                          | 4           |
| 17    | Ronan Keating        | 32       | Anna Ebner               | Das Leichteste der Welt von Silbermond        | 1           |
| 17    | Shirin David         | 33       | Finja Bernau             | Verlierer von Luna                            | 4           |
| 17    | Bill und Tom Kaulitz | 34       | Niclas Scholz            | Human von Rag ’n’ Bone Man                    | 2           |
| 17    | Giovanni Zarrella    | 35       | Sorlo Hoffmann           | In diesem Moment von Roger Cicero             | 3           |
| 17    | Ronan Keating        | 36       | Susan Albers             | Skyscraper von Demi Lovato                    | 2           |

| Die Coaches und ihre Kandidaten nach den Teamfights | Die Coaches und ihre Kandidaten nach den Teamfights                                  | Die Coaches und ihre Kandidaten nach den Teamfights  | Die Coaches und ihre Kandidaten nach den Teamfights |
| Giovanni Zarrella                                   | Bill Kaulitz und Tom Kaulitz                                                         | Shirin David                                         | Ronan Keating                                       |
| --------------------------------------------------- | ------------------------------------------------------------------------------------ | ---------------------------------------------------- | --------------------------------------------------- |
| Desirey Sarpong Agyemang                            | Joel Marques Cunha Naomi Mbiyeya Marc Altergott Malou Lovis Kreyelkamp Niclas Scholz | Joy Esquivias Kim Schutzius Danilo Timm Finja Bernau | Egon Herrnleben Emely Myles                         |
| 1                                                   | 5                                                                                    | 4                                                    | 2                                                   |

## Vierte Phase: Die Liveshows
Wie im Vorjahr fanden zwei Livesendungen statt, und zwar am 1. Dezember und am 8. Dezember 2023 in Berlin. Alle Entscheidungen fielen per Televoting durch die Fernsehzuschauer. Von den zwölf aus den Teamfights qualifizierten Teilnehmern hatten fünf in den Blind Auditions alle vier Jurystimmen erhalten, nämlich Joy Esquivias, Joel Marques Cunha, Kim Schutzius, Malou Lovis Kreyelkamp und Niclas Scholz.
Ins Halbfinale kam auch der Sieger der Ablegerserie The Voice Rap, der von Coach Kool Savas betreute Leon „Ezo“ Weick. Dieser war 2020 in der 10. Staffel von The Voice of Germany bis ins Sing Off gekommen.

### Erste Liveshow (Halbfinale)
In der ersten Liveshow am 1. Dezember 2023 kamen fünf der dreizehn Kandidaten weiter. Jeder Teilnehmer trug ein Lied vor, wonach die Zuschauer per Televoting fünf von ihnen ins Finale wählten.
Zu Beginn der Show trug Michael Schulte seinen Song Waterfall vor.
| Coach                | Auftritt | Kandidat                 | Song                                             |
| -------------------- | -------- | ------------------------ | ------------------------------------------------ |
| Bill und Tom Kaulitz | 1        | Joel Marques Cunha       | Drops of Jupiter (Tell Me) von Train             |
| Ronan Keating        | 2        | Egon Herrnleben          | Don’t Stop Believin’ von Journey                 |
| Shirin David         | 3        | Kim Schutzius            | Bleeding Love von Leona Lewis                    |
| Kool Savas           | 4        | Leon „Ezo“ Weick         | Astronaut von Sido featuring Andreas Bourani     |
| Shirin David         | 5        | Joy Esquivias            | Grenade von Bruno Mars                           |
| Bill und Tom Kaulitz | 6        | Naomi Mbiyeya            | Fragen, Fragen, Fragen von Marlon                |
| Shirin David         | 7        | Danilo Timm              | Grace Kelly von Mika                             |
| Bill und Tom Kaulitz | 8        | Marc Altergott           | Stop and Stare von OneRepublic                   |
| Giovanni Zarrella    | 9        | Desirey Sarpong Agyemang | Fallin’ von Alicia Keys                          |
| Shirin David         | 10       | Finja Bernau             | Lila Wolken von Marteria, Yasha und Miss Platnum |
| Ronan Keating        | 11       | Emely Myles              | I’ll Never Love Again von Lady Gaga              |
| Bill und Tom Kaulitz | 12       | Niclas Scholz            | I Want It All von Queen                          |
| Bill und Tom Kaulitz | 13       | Malou Lovis Kreyelkamp   | People Help the People von Cherry Ghost          |

### Zweite Liveshow (Finale)
Die zweite Liveshow, das Finale, fand am 8. Dezember 2023 statt. Jeder Finalteilnehmer sang einen neuen Song und ein Duett mit einem Gaststar: Egon Herrnleben mit Giant Rooks, Joy Esquivias mit Emeli Sandé, Emely Myles mit Joy Denalane, Desirey Sarpong Agyemang mit Nico Santos und Malou Lovis Kreyelkamp mit James Blunt.
Rea Garvey trug seinen aktuellen Song Perfect in My Eyes zusammen mit den fünf Finalisten vor.
Die Televoting-Abstimmung über die fünf Kandidaten gewann Malou Lovis Kreyelkamp mit einem Ergebnis von mehr als 28 Prozent.
| Rang | Coach                | Kandidat                 | Auftritt | Songs                    | Songs                                           | Televoting |
| ---- | -------------------- | ------------------------ | -------- | ------------------------ | ----------------------------------------------- | ---------- |
| 1.   | Bill und Tom Kaulitz | Malou Lovis Kreyelkamp   | 9        | Duett mit Gastkünstler   | All the Love That I Ever Needed von James Blunt | 28,62 %    |
| 1.   | Bill und Tom Kaulitz | Malou Lovis Kreyelkamp   | 3        | neuer Song               | Glacier Rivers                                  | 28,62 %    |
|      |                      |                          |          |                          |                                                 |            |
| 2.   | Giovanni Zarrella    | Desirey Sarpong Agyemang | 8        | Duett mit Gastkünstler   | Number 1 von Nico Santos                        | 20,24 %    |
| 2.   | Giovanni Zarrella    | Desirey Sarpong Agyemang | 1        | neuer Song               | Break of Day                                    | 20,24 %    |
|      |                      |                          |          |                          |                                                 |            |
| 3.   | Ronan Keating        | Egon Herrnleben          | 2        | Duett mit Gastkünstlern  | Somebody Like You von Giant Rooks               | 18,75 %    |
| 3.   | Ronan Keating        | Egon Herrnleben          | 6        | neuer Song               | Monsters                                        | 18,75 %    |
|      |                      |                          |          |                          |                                                 |            |
| 4.   | Shirin David         | Joy Esquivias            | 4        | Duett mit Gastkünstlerin | All This Love von Emeli Sandé                   | 18,15 %    |
| 4.   | Shirin David         | Joy Esquivias            | 7        | neuer Song               | Promenade                                       | 18,15 %    |
|      |                      |                          |          |                          |                                                 |            |
| 5.   | Ronan Keating        | Emely Myles              | 5        | Duett mit Gastkünstlerin | Happy von Joy Denalane                          | 14,25 %    |
| 5.   | Ronan Keating        | Emely Myles              | 10       | neuer Song               | We Got This                                     | 14,25 %    |

## Einschaltquoten
| Folge | Sendung         | Sender               | Datum                  | Zuschauer | Zuschauer       | Marktanteil | Marktanteil     |
| Folge | Sendung         | Sender               | Datum                  | Gesamt    | 14 bis 49 Jahre | Gesamt      | 14 bis 49 Jahre |
| ----- | --------------- | -------------------- | ---------------------- | --------- | --------------- | ----------- | --------------- |
| 01    | Blind Auditions | ProSieben            | Do, 21. September 2023 | 1,59 Mio. | 0,63 Mio.       | 6,8 %       | 12,6 %          |
| 02    | Blind Auditions | Sat.1                | Fr, 22. September 2023 | 1,64 Mio. | 0,70 Mio.       | 7,2 %       | 14,6 %          |
| 03    | Blind Auditions | ProSieben            | So, 24. September 2023 | 1,37 Mio. | 0,61 Mio.       | 5,7 %       | 10,9 %          |
| 04    | Blind Auditions | Sat.1                | Fr, 29. September 2023 | 1,52 Mio. | 0,57 Mio.       | 6,9 %       | 12,5 %          |
| 05    | Blind Auditions | ProSieben            | Do, 5. Oktober 2023    | 1,32 Mio. | 0,53 Mio.       | 5,3 %       | 10,9 %          |
| 06    | Blind Auditions | Sat.1                | Fr, 6. Oktober 2023    | 1,33 Mio. | 0,41 Mio.       | 5,7 %       | 8,2 %           |
| 07    | Blind Auditions | ProSieben            | Do, 12. Oktober 2023   | 1,55 Mio. | 0,64 Mio.       | 6,9 %       | 14,1 %          |
| 08    | Blind Auditions | Sat.1                | Fr, 13. Oktober 2023   | 1,24 Mio. | 0,44 Mio.       | 5,4 %       | 9,4 %           |
| 09    | Blind Auditions | ProSieben            | Do, 19. Oktober 2023   | 1,46 Mio. | 0,52 Mio.       | 6,0 %       | 11,2 %          |
| 10    | Blind Auditions | Sat.1                | Fr, 20. Oktober 2023   | 1,42 Mio. | 0,57 Mio.       | 5,9 %       | 11,7 %          |
| 10    | Battles         | Sat.1                | Fr, 20. Oktober 2023   | 1,42 Mio. | 0,57 Mio.       | 5,9 %       | 11,7 %          |
| 11    | ProSieben       | Do, 26. Oktober 2023 | 1,45 Mio.              | 0,56 Mio. | 5,8 %           | 12,1 %      |                 |
| 12    | Sat.1           | Fr, 27. Oktober 2023 | 1,28 Mio.              | 0,44 Mio. | 5,4 %           | 8,7 %       |                 |
| 13    | ProSieben       | Do, 2. November 2023 | 1,53 Mio.              | 0,68 Mio. | 6,7 %           | 14,7 %      |                 |
| 14    | Sat.1           | Fr, 3. November 2023 | 1,42 Mio.              | 0,62 Mio. | 6,0 %           | 12,6 %      |                 |
| 15    | Sat.1           | Teamfights           | Fr, 10. November 2023  | 1,42 Mio. | 0,50 Mio.       | 5,7 %       | 9,7 %           |
| 16    | Sat.1           | Teamfights           | Fr, 17. November 2023  | 1,60 Mio. | 0,57 Mio.       | 6,7 %       | 11,7 %          |
| 17    | Sat.1           | Teamfights           | Fr, 24. November 2023  | 1,38 Mio. | 0,53 Mio.       | 5,7 %       | 10,8 %          |
| 18    | Sat.1           | Liveshows            | Fr, 1. Dezember 2023   | 1,19 Mio. | 0,42 Mio.       | 5,5 %       | 9,6 %           |
| 19    | Sat.1           | Liveshows            | Fr, 8. Dezember 2023   | 1,63 Mio. | 0,44 Mio.       | 6,4 %       | 9,8 %           |